# Abbazia di Santa Maria Villelongue
L’abbazia di Santa Maria di Villelongue o abbazia di Villelongue è una abbazia cistercense abbandonata e in rovina, situata nel comune di Saint-Martin-le-Vieil nel dipartimento di Aude nella regione della Linguadoca-Rossiglione, in Francia.
L'abbazia è una proprietà privata classificata come monumento storico dal 1916 caratterizzata dalla bellezza e ricchezza delle sue sculture.

## Storia

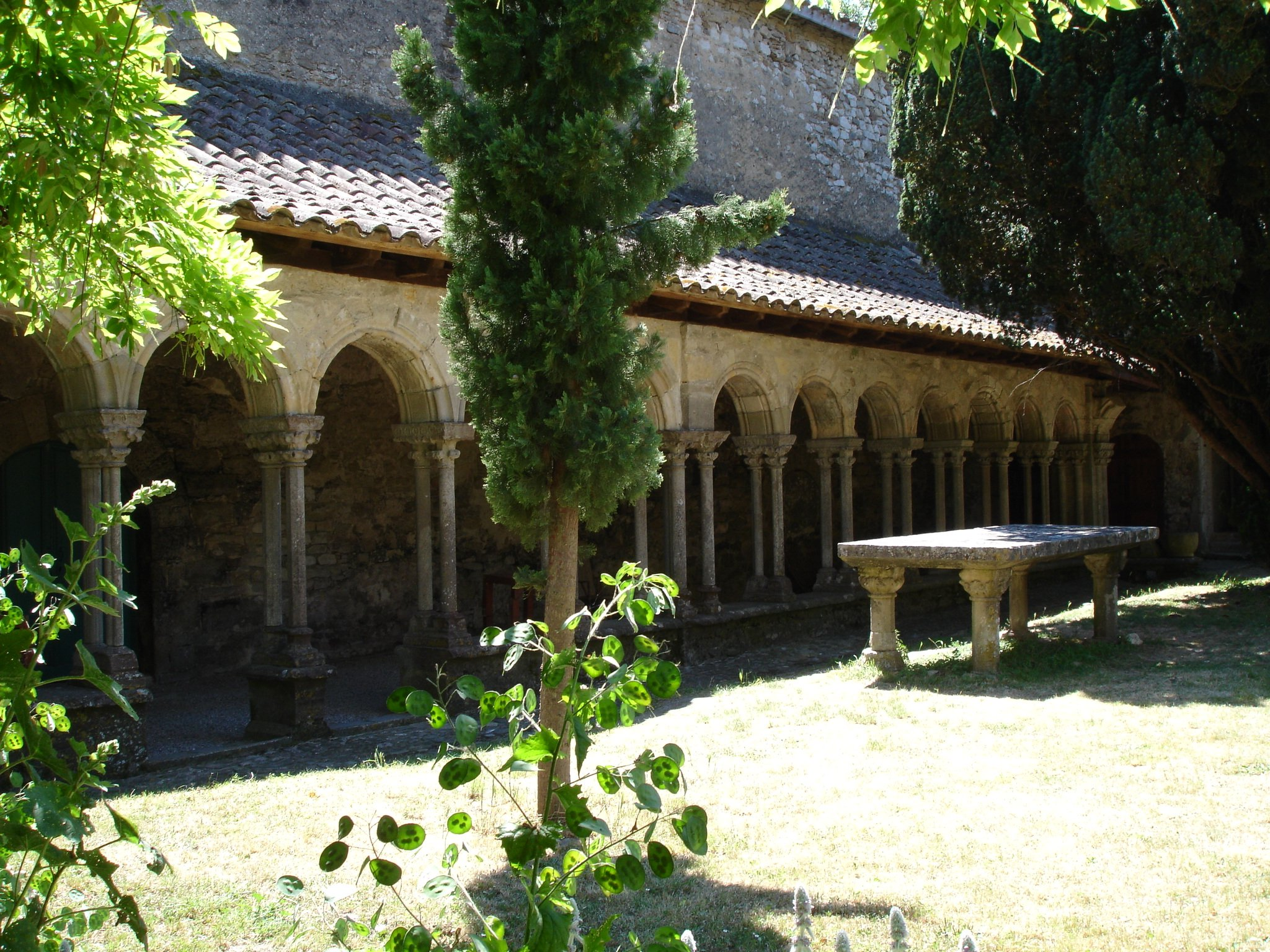
Chiostro dell’abbazia

La costruzione dell'abbazia, posta al centro di un anello di montagne, fu iniziata da un monaco di nome Guillaume nell'anno 1180 grazie ad una donazione fatta all'ordine cistercense nel 1149. I primi monaci provenivano dall'abbazia di Bonnefont presso gli odierni comuni di Proupiary e di Sepx, in Alta Garonna nella regione naturale francese chiamata Comminges.
La costruzione della chiesa, di gusto cistercense, cominciò a partire dall'inizio del XII secolo, con successivi ingrandimenti e sopraelevazioni.
L'abbazia acquistò potenza nel corso del XIII secolo grazie a Simone di Montfort, che ricompensò grandemente i monaci per il loro costante impegno contro l'eresia catara, donando loro molte terre e il villaggio di Saint-Martin-le-Vieil.
Il declino dell'abbazia iniziò durante il XIV secolo a seguito dell'infuriare della peste. Durante la Rivoluzione francese l'abbazia venne presa dai rivoluzionari, i quali però non la saccheggiarono completamente, lasciando intatte la maggior parte delle sculture.
L'abbazia venne venduta come bene nazionale, nel 1791, ad un medico benestante, di nome Guillaume Boussac, che la trasformò in una fattoria. In tale occasione la proprietà fu suddivisa in due parti, una con le rovine dell'abbazia, l'altra con gli edifici che probabilmente erano stati l'antica residenza dell'abate. Le due parti appartengono oggi a due proprietari differenti.
Nel 1916 l'abbazia di Villelongue ottiene il titolo di monumento storico da parte dello stato francese e i proprietari, prendendo coscienza del valore culturale delle costruzioni, decisero di procedere con lavori di restauro.

## Architettura

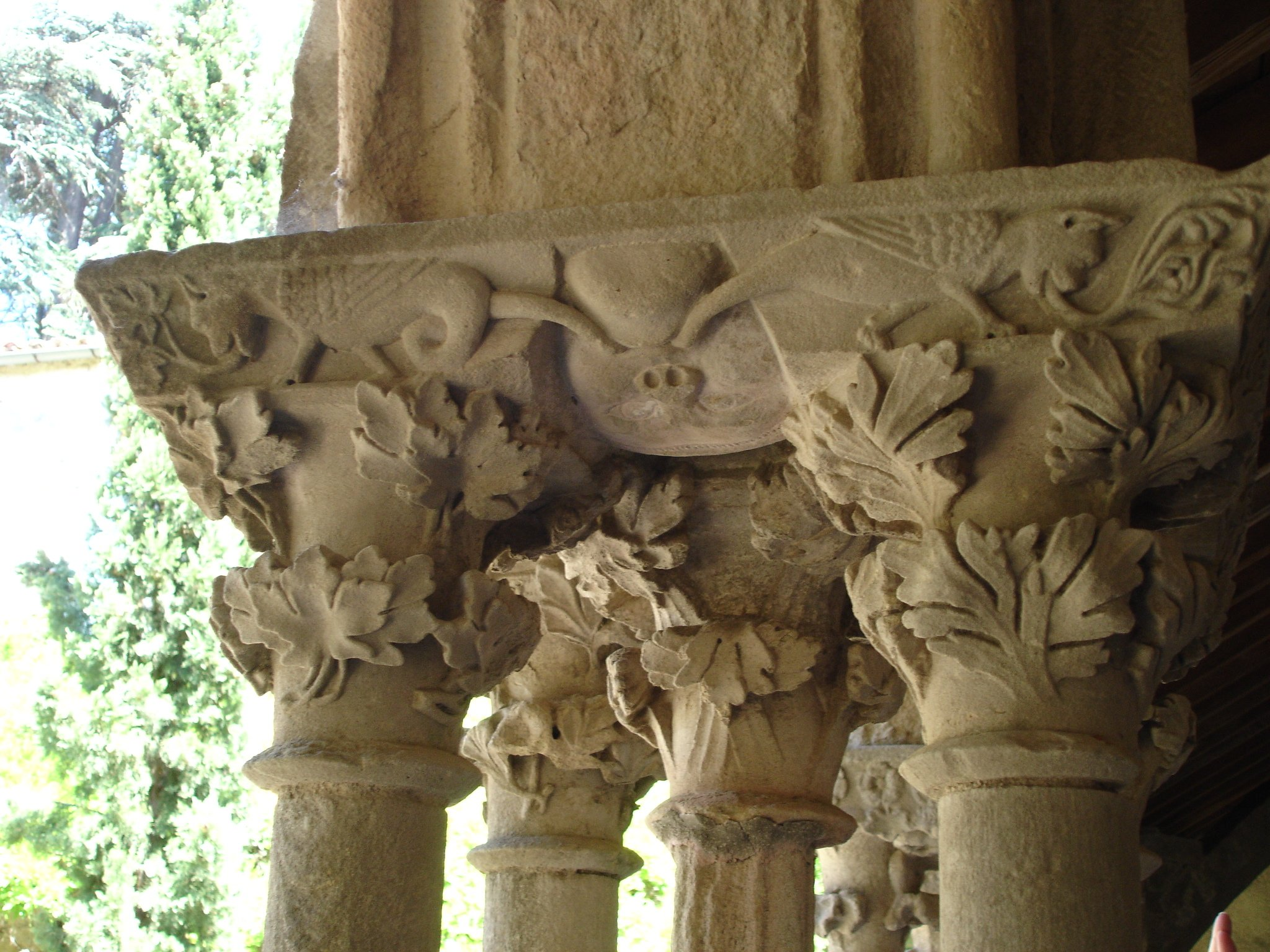
Dettaglio di un capitello delle colonne del chiostro

L'abbazia di Villelongue è una delle poche abbazie cistercensi caratterizzata da una grande ricchezza architettonica, che si contrappone alla tipica regola di austerità imposta da Bernardo di Chiaravalle.
L'abside della chiesa abbaziale è in stile romanico.
Il coro della chiesa conserva affreschi originariamente dai colori vivaci, con motivi ispirati all'Oriente. Di ispirazione orientale è anche la decorazione dell'arco di ingresso, mentre il portale è di stile romanico, inquadrato da colonne di marmo decorate con disegni intagliati, compreso un volto di Cristo in lacrime. Dei sarcofagi in pietra sono disposti su entrambi i lati della porta.
La chiesa gode di una elevata qualità acustica, permettendo di organizzarvi concerti di musiche medievali sia religiose che laiche.

## Scultura
Il chiostro conserva capitelli ornati da sculture, tipici del gotico meridionale della Linguadoca ("gothique méridional languedocien") e realizzati tra il XIII e il XIV secolo. Sono presenti figure umane o animali, che, secondo la regola benedettina, era proibito rappresentare per non disturbare i monaci nelle loro preghiere. È possibile riconoscere una prima testa di diavolo in un angolo del chiostro, e poi una seconda sopra le scale che salgono verso il campanile.